# Der Weg zu Oswalda
Der Weg zu Oswalda ist eine Novelle des österreichischen Schriftstellers Franz Karl Ginzkey, die erstmals 1924 erschien. Wie mehrere Werke aus dieser Zeit, behandelt der Autor darin das Verhältnis zwischen Mann und Frau in der Moderne. Ähnlich wie in Brigitte und Regine geht es auch hier um den Kampf des Mannes mit einem übersteigerten Besitzanspruch an das weibliche Geschlecht. Gernot, der Protagonist der Erzählung, leidet unter dem Verlust der mütterlichen Frau, die ihm Geborgenheit und Sicherheit schenkt, und die bedingungslos zu ihm steht.

## Inhalt
Der Erzähler trifft nach langen Jahren seinen Jugendfreund Gernot wieder, der ihn zu sich in sein Haus in Sievering einlädt. Dort trifft er auf dessen Frau Oswalda, die blind ist. Nun erzählt Gernot seine Ehegeschichte und gesteht in diesem Zusammenhang, dass er dem Autor seinerzeit in der Jugend eine wichtige Begebenheit verschwiegen hatte, obwohl sich die beiden völlige Offenheit versprochen hatten.
Gernot war als sechzehnjähriger Schüler zum Lernen beim Erzähler in dessen Haus, als er das Fehlen einer wichtigen Unterlage bemerkte. Der Vater war auf einer Dienstreise, während die Mutter angab, eine Verwandte in Brünn zu besuchen. Gernot besaß aber einen Schlüssel zur Wohnung, von dem niemand etwas wusste. Als er die Wohnung betrat, da überraschte er zu seinem Entsetzen seine Mutter im Schlafzimmer mit einem fremden Mann. Schnell lief er davon und überlegte, ob und wie er mit seinen Eltern darüber reden sollte. Er kam zu dem Entschluss, alles für sich zu behalten. Er sah seine Mutter aber seit dem Vorfall nie mehr wieder, da sie Vater und Sohn verließ, unter dem Vorwand, ihre Freiheit zu brauchen. Er erzählte dem Vater nichts von seinem Erlebnis und hielt es auch vor seinem Freund geheim.
Da er das Geschehene in sich vergrub, konnte er es auch nicht verarbeiten. Das Vertrauen in die Frauen war ihm abhandengekommen. Dennoch heiratete er nach einigen Jahren Erna. Ein gewisses krankhaftes Misstrauen konnte er zu Beginn dieser Beziehung noch verheimlichen. Arglos hatte ihm Erna von einer Jugendliebe erzählt zu Hartmann, dem Freund ihres Bruders. Als dieser plötzlich wieder auftauchte und dieser öfters bei der Familie verkehrte, stieg sein Erlebnis mit der Mutter wieder vor ihm auf. Er misstraute seiner Frau, auch wenn er keinen Grund dafür hatte. Er betrat sogar bei einer passenden Gelegenheit seine Wohnung heimlich wie damals, als er die Mutter überraschte. Zwar fand er seine Frau nicht, dafür aber einen an und für sich harmlosen Brief Ernas an Hartmann, in dem sie vom seltsamen Verhalten ihres Mannes schrieb. Dies genügte für ihn, es kam zur Scheidung.
Nach selbstquälerischen Jahren war Gernot als Kriegsberichterstatter 1916 an der italienischen Front, wo er von einem im Sterben liegenden Oberst einen Brief an seine Tochter in Wien übernahm und versprach ihn zuzustellen. Diese Tochter war Oswalda, die Gernot sofort sehr beeindruckte. Sie war seit ihrem zwölften Lebensjahr blind, meisterte aber ihr Leben in großer Würde. Nach dem Krieg sah er sie zufällig wieder, als er sein Büro im gleichen Haus erhielt, in dem Oswalda wohnte. Die beiden kamen sich näher und Gernot heiratete die blinde, aber innerlich erleuchtete Oswalda. Sie war jene Frau, die durch ihre mütterliche und gütige Art die kranke Seele Gernots heilen konnte und ihm half, sein Vertrauen in die Weiblichkeit wiederzuerringen.
Gleich zu Beginn der Erzählung sagt Gernot zum Erzähler:

„„Es liegt im Wesen der Liebe, dass sie zwei Wesen aneinanderfesselt. Ich aber, siehst du, sehe ihr bestes Wunder in der Befreiung, die sie uns bringen kann. Dieses Wieder-zu-sich-selbst-Zurückfinden, indes man den andern doch völlig besitzt, diese reinliche Erlösung im Gefühl auf dem Weg durch den andern, diese Klärung zur Zweiheit, die doch auch wieder nur Einheit ist, sie scheint mir nicht nur Krönung der Liebe, sondern auch die eigentlich ethische Rechtfertigung der Ehe zu sein. Allerdings, wieviel des gegenseitigen Vertrauens ist dazu nötig!““

## Ausgaben
- Der Weg zu Oswalda. Erzählung. Staackmann, Leipzig 1924
- Drei Frauen. Rositta, Agnete, Oswalda. Das Bergland-Buch, Salzburg 1929
- Drei Frauen. Rositta, Agnete, Oswalda. Vorwort von Karl Hans Strobl. Deutsche Vereins-Druckerei, Graz 1931
- Der Weg zu Oswalda. Vorwort von Karl Heinrich Waggerl. Javorsky, Gmunden 1953
- Ausgewählte Werke in vier Bänden. Bd. 2 Novellen. Kremayr & Scheriau, Wien 1960
- Der Zahnweh-Herrgott und andere Novellen. Buchgemeinschaft Donauland, Wien 1982